# Karlino
Karlino je polské město v okrese Białogard v Západopomořanském vojvodství. Je centrem městsko-vesnické gminy Karlino. V roce 2011 zde žilo 6 036 obyvatel.

## Partnerská města
- Dargun, Německo
- Wolgast, Německo
- Skælskør, Dánsko